# Mais Bərxudarov
Mais Şükür oğlu Bərxudarov (Qubadlı, 20 de abril de 1976) es mayor general de las Fuerzas Armadas de Azerbaiyán, participante de la Guerra de los Cuatro Días y de Conflicto del Alto Karabaj de 2020.

## Biografía
Mais Bərxudarov nació el 20 de abril de 1976 en Qubadlı. Fue alumno de Aliyar Aliyev, héroe nacional de Azerbaiyán. Estudió en el Liceo Militar en nombre de Jamshid Nakhchivanski. 
En 1998 fue galardonado con la Orden de la Bandera de Azerbaiyán. En 2012 recibió la Orden “Por la Patria por su servicio especial en la preservación de la independencia y la integridad territorial de Azerbaiyán. 
Mais Bərxudarov también participó en la Guerra de los Cuatro Días. Por orden de İlham Əliyev,presidente de la República de Azerbaiyán, recibió el rango militar mayor general por su valor especial durante las batallas por el monte Leletepe. 
Actualmente Mais Barkhudarov participa en la guerra del Alto Karabaj y es Comandante del Cuerpo de Ejército. El 4 de octubre el comandante en jefe de las Fuerzas Armadas de la República de Azerbaiyán, el presidente Ilham Aliyev, felicitó a los comandantes del Cuerpo Conjunto - General de División Mais Bərxudarov, General de División Hikmat Mirzayev y a todo su personal - por la liberación de la ciudad de Jabrayil y de nueve aldeas del raión de Jabrayil.

## Premios y títulos
- Orden de la Bandera de Azerbaiyán  (1998)[3]
- Orden "Por la Patria" (2012)[4]
- Medalla al Heroísmo (2019)
- Orden Karabaj (2020)[5]
- Medalla Por la liberación de Jabrayil (2020)[6]
- Medalla Por la liberación de Zangilán (2020)[7]
- Medalla Por la liberación de Fuzuli (2020)[8]
- Medalla Por la liberación de Khojavend (2020)[9]
- Medalla Por la liberación de Shusha (2020)[10]
- Medalla Por la liberación de Qubadli (2020)[11]